# Oksikatjon
Oksikatjon je poliatomski jon sa pozitivnim nabojem, koji sadrži kiseonik.

## Primeri
- Dioksigenilni jon, O+
2
- Nitrozonijum jon, NO+
- Nitronijum jon, NO+
2
- Vanadil jon, VO2+, veoma stabilni oksikatjon
- Uranilni jon, UO2+
2, svi prirodni U6+ se javljaju u ovoj formi